# 1890 Konoshenkova
1890 Konoshenkova је астероид. Приближан пречник астероида је 25,68 km,
а средња удаљеност астероида од Сунца износи 3,208 астрономских јединица (АЈ).
Инклинација (нагиб) орбите у односу на раван еклиптике је 9,888 степени, а орбитални период износи 2099,012 дана (5,746 година). Ексцентрицитет орбите астероида износи 0,139.
Апсолутна магнитуда астероида износи 10,80 а геометријски албедо 0,128.
Астероид је откривен 6. фебруара 1968. године.